# Riu Orb
El riu Orb (en occità: Òrb) és un riu d'Occitània que desemboca a la mar Mediterrània a Valrans, departament d'Erau. Neix al Massís Central francès, al massís de l'Escandorgue, al costat del departament d'Avairon. Té 145 km de longitud i una conca aproximada de 1.400 km².
Excepte un curt tram en què forma límit entre l'Herau i l'Avairon, el seu recorregut queda inclòs en el departament d'Erau. Les principals poblacions per les que passa són Bedarius i Besiers.
El seu curs presenta gorges (hi ha dues agrupacions anomenades Gorges de l'Orb, una a prop de Le Bosquet-d'Orb i una altra prop de Ròcabrun). Presenta un règim irregular. Per a la seva regulació s'ha construït l'embassament d'Avène.

### Enginyeria civil
El canal del Migdia va donar lloc a un dels ponts de canal més grans de França, el pont del canal de l'Orb a Besiers, monument històric des del 29 d'agost de 1996, i el conjunt de Rescloses de Fontseranne.